# Iain De Caestecker

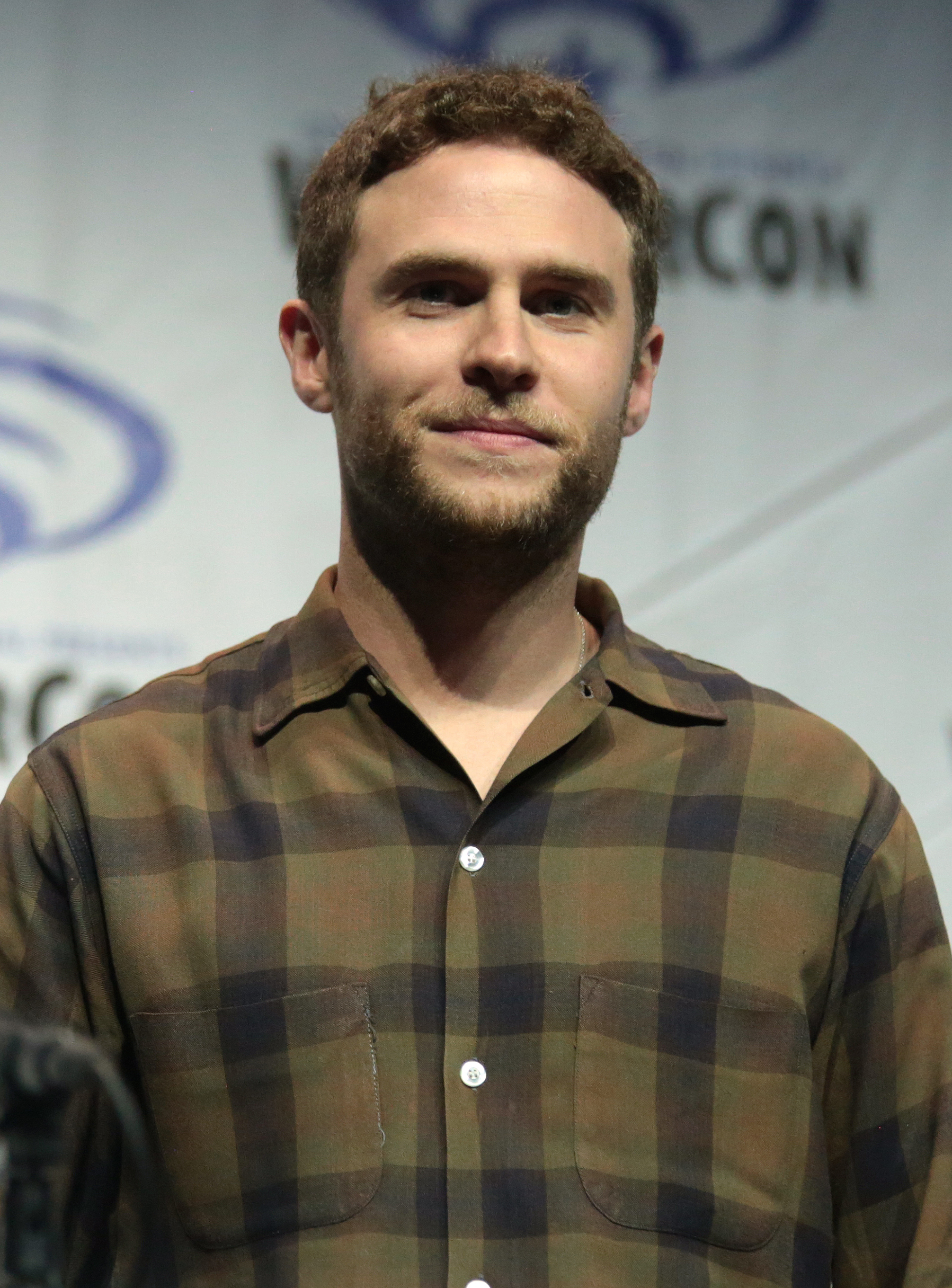
Iain De Caestecker auf der Wonder Con 2018

Iain De Caestecker (* 29. Dezember 1987 in Glasgow, Schottland) ist ein britischer Schauspieler.

## Leben
Iain De Caestecker nahm bereits im Alter von acht Jahren an Theatergruppen teil. In jungen Jahren drehte und inszenierte er zusammen mit seiner Zwillingsschwester und seinem Bruder eigene Filme. Seine erste Rolle hatte er mit zehn Jahren in dem schottischen Kurzfilm Billy and Zorba, der in Aberdeen gedreht wurde.
In Großbritannien gelang ihm sein Durchbruch mit der Fernsehserie The Fades, in der er die Hauptrolle verkörperte. Kurz darauf, im Jahr 2011, übernahm er die Darstellung des jungen James Herriot in der Miniserie Young James Herriot. De Caestecker mimte jedoch auch undurchsichtigere Charaktere in In Fear und Drecksau. Eine weitere Rolle hatte er im Fantasythriller Lost River, der in Zusammenarbeit mit dem Regisseur Ryan Gosling entstand und während der Internationalen Filmfestspiele von Cannes Premiere feierte. Im Jahr 2012 wurde er auch für die ABC-Fernsehserie Marvel’s Agents of S.H.I.E.L.D. gecastet, die seit 2013 ausgestrahlt wurde. Dort bekam er die Rolle des Leo Fitz (Agent Fitz). Er spielte hier bis zum Ende der Serie im Jahr 2020 mit.
Als seine Idole nennt Iain De Caestecker Personen wie Thom Yorke und Paul McCartney.
De Caestecker lebt derzeit in Los Angeles.

## Filmografie (Auswahl)
- 2000: Der kleine Vampir
- 2001: Monarch of the Glen (Fernsehserie)
- 2002: Rockface (Fernsehserie)
- 2003: 16 Years of Alcohol
- 2001–2003: Coronation Street (Fernsehserie)
- 2009: River City (Fernsehserie)
- 2009: Taggart (Fernsehserie)
- 2010: Lip Service (Fernsehserie)
- 2011: The Fades (The Fades, Fernsehserie)
- 2011: Young James Herriot (Fernsehserie)
- 2012: Up There
- 2012: Shell
- 2013: In Fear
- 2013: Not Another Happy Ending
- 2013: Drecksau (Filth)
- 2013–2020: Marvel’s Agents of S.H.I.E.L.D. (Fernsehserie)
- 2014: Lost River
- 2018: Operation: Overlord (Overlord)
- 2020: Roadkill (Fernsehserie)
- 2022: The Control Room (Miniserie)
- 2023: The Winter King (Fernsehserie)

## Deutsche Synchronisation
De Caestecker hat keinen festen Synchronsprecher. Für die Filme Drecksau und The Fades lieh ihm Julius Jellinek seine Stimme, in Marvel’s Agents of S.H.I.E.L.D. wird er von Konrad Bösherz und in Lost River von Maximilian Artajo gesprochen.